# Jiang Jun (Eishockeyspieler)
Jiang Jun (chinesisch 姜君, Pinyin Jiāng Jūn; * 18. Mai 1983) ist ein ehemaliger chinesischer Eishockeyspieler, der zuletzt bis 2010 bei den China Sharks in der Asia League Ice Hockey spielte.

## Karriere
Jiang Jun begann seine Karriere in der Mannschaft aus Harbin. 2008 wechselte er zu den China Sharks in die Asia League Ice Hockey, wo er 2010 seine Karriere beendete.

### International
Für die chinesische Nationalmannschaft spielte Jiang Jun, der im Juniorenbereich nie für Weltmeisterschaften nominiert worden war, bei den Weltmeisterschaften der Division II 2008, 2009 und 2010, als er zwar zum Kader gehörte, aber nicht eingesetzt wurde.

## Asia-League-Statistik
(Stand: Ende der Saison 2009/10)